# Монтегю, Гарен де
Пьер Гарен де Монтегю (фр. Garin de Montaigu, также Guerinus de Monteacuto, также Garnius de Mounteagu; ? — 1230, Палестина) — 14-й магистр Мальтийского ордена (1207—1227/1228).

## Имя
На французском языке в Средние века при отсутствии единой нормы орфографии имя передавалось различными вариантами, в том числе и Герен (фр. Guérin). В отечественных исследованиях истории ордена госпитальеров встречаются варианты Гаре́н, Гари́н, Гарэ́н, Герэ́н, Гвери́н, Гири́н.

## Биография
В первом томе «Истории рыцарей госпитальеров» Р. О. де Верто (в русском переводе «История мальтийских рыцарей») на двух разных гравюрах изображены предполагаемые портреты двух разных магистров ордена иоаннитов, когда основатель ордена Жерар Тен не считается первым его магистром: 13-й Гарен де Монтегю (фр. Guerin de Montaigû trezieme GM) и 15-й Герен (фр. Gerin quinzieme GM). Однако порядковые номера глав ордена меняются (сдвигаются), если основателя считать первым магистром — в таком случае Монтегю обозначается соответственно 13/14-м, а 15/16-м главами ордена.
Дворянин из Оверни. Брат Пьера де Монтегю, 15-го магистра ордена Тамплиеров, как и он, участвовал в Пятом крестовом походе (1217—1221). Это объясняет тесную связь между двумя орденами в этот период.
Помог христианам Киликийского армянского государства в борьбе против мусульман Конийского султаната, снял осаду с Акко султаном Дамаска.
Участвовал в завоевании Думьята, что по их планах давало крестоносцам контроль над Нилом, они надеялись, что оттуда смогут захватить Египет. Из Египта крестоносцы рассчитывали напасть на Палестину и вернуть Иерусалим. Порт был осажден и занят фризскими крестоносцами в 1219 году с помощью Франциска Ассизского, но к 1221 году крестоносцы были разбиты под Каиром и вынуждены были покинуть страну.
Временное взятие Думьята принесло Гарену де Монтегю престиж и он совершил поездку по Европе в поисках помощи. Вернувшись на Святую землю, он обнаружил столкновения между христианами, особенно между госпитальерами и тамплиерами и тщетно пытался примирить их.
В 1228 году он обратился с просьбой к Папе Римскому Григорию IX разорвать договор о перемирии между христианскими и мусульманскими державами, позже отказался участвовать в Шестом крестовом походе, вступить и помочь армии императора Фридриха II, который был отлучён от церкви.
Умер в Палестине в 1230 году.